# 济南云鼎大厦
济南云鼎大厦，即济南汉峪金谷A区主楼，是位于中國山東省济南市高新区的一棟摩天大樓，是济南汉峪金谷的一部分，建筑高度339米，于2016年4月20日开工，2018年6月8日封顶，于2020年竣工。建成后将取代303米的济南绿地中心和323米的烟台世茂海湾1号成为济南市、山东省第一高楼。

## 建设历程
- 2016年4月20日，济南汉峪金谷主楼正式开工。
- 2018年5月，济南汉峪金谷主楼建至68层，高度突破305米，超过303米的济南绿地中心，成为济南第一高楼。[2]
- 2018年6月8日，济南汉峪金谷主楼封顶，超过323米的烟台世茂海湾1号，成为山东省第一高楼。
- 2020年底竣工并投入使用。